# Recurso processual
Os recursos processuais são instrumentos jurídicos que permitem às partes de um processo questionar decisões judiciais que consideram equivocadas. Eles são essenciais para garantir o direito de defesa e a tutela jurisdicional adequada. Em todo o mundo, os recursos processuais são regulados por leis específica em cada país. No entanto, existem alguns princípios gerais que são comuns a todos os sistemas jurídicos. 
Os recursos processuais são um tema complexo que tem sido objeto de estudo e debate por juristas de todo o mundo. Existem diferentes perspectivas sobre o tema, refletindo as diferentes realidades jurídicas dos países. Em alguns países, os recursos processuais são vistos como um instrumento essencial para garantir o direito de defesa e a tutela jurisdicional adequada. Em outros países, os recursos processuais são vistos como um obstáculo ao processo judicial e como um fator de lentidão da justiça. Apesar das diferentes perspectivas, há alguns pontos de consenso sobre os recursos processuais. A maioria dos juristas concorda que os recursos processuais são essenciais para garantir o direito de defesa e a tutela jurisdicional adequada. No entanto, também concordam que os recursos processuais devem ser utilizados de forma responsável e ponderada, a fim de evitar a lentidão do processo judicial. 
De acordo com o Artigo 8 da Declaração Universal dos Direitos Humanos é o “direito a um recurso efetivo perante os tribunais nacionais competentes contra ações que violem os direitos fundamentais aos quais ele tem direito nos termos da constituição ou sob a lei “tornar-se” um direito humano elementar. 

### Estados Unidos
Nos Estados Unidos, não há uma uniformidade recursal definida pela Constituição, ficando a cargo dos estados definirem esta matéria. Em geral, as supremas cortes estaduais são encarregadas de julgar os recursos, via de regra dando a palavra final.